# Anarchistische Bibliothek
Die Anarchistische Bibliothek ist eine anarchistische Online-Bibliothek, welche um 2007 von Anarchisten als The Anarchist Library gegründet wurde und anschließend in mehrere Sprachen – darunter auch ins Deutsche – übersetzt wurde. Die Bibliothek, die kostenlos und ohne Anmeldung genutzt werden kann und darauf abzielt, anarchistische Literatur zu sammeln und zur Verfügung zu stellen, gewann in den Folgejahren an immer größerer Bedeutung für die anarchistische Szene. Sie versammelt nicht nur unzählige Publikationen mit Bezug zum Anarchismus, sondern stellt auch Monopole und das Privateigentum der Verlage direkt in Frage, indem sie freien Zugang zu in Teilen urheberrechtlich geschützten Dokumenten bietet. Die digitale Bibliothek umfasst sowohl zeitgenössische als auch klassische Texte, welche direkt über die Plattform eingereicht werden können.

## Geschichte
Das englische Original der Online-Bibliothek wurde von Aragorn!, Marco und anderen Anarchisten um 2007 gegründet. Sie entstand aus anarchistischen Kreisen, die damals versuchten, sich mit Hilfe der durch das Aufkommen des Internets zur Verfügung gestellten Werkzeuge zu organisieren. Sie soll als Sammelstelle für anarchistische Publikationen oder solche, die mit dem Anarchismus in Verbindung stehen, dienen und den Aufbau von Archivierungsarbeiten für anarchistische Texte ermöglichen.